# Fuerte de São Francisco Xavier do Queijo
El Fuerte de São Francisco Xavier do Queijo es un antiguo fuerte ubicado en la freguesia de Nevogilde en el consejo y distrito de Oporto, Portugal.
Tiene una posición dominante sobre el océano Atlántico y está a poca distancia de la desembocadura del río Duero, es también conocido como el Castillo de Queso por, según la tradición, haber sido edificado sobre una roca de granito de forma redonda y con una forma similar a la de un queso.